# Kim Shin
Đây là một tên người Triều Tiên, họ là Kim.
Kim Shin (tiếng Hàn: 김신; sinh ngày 30 tháng 3 năm 1995) là một tiền đạo bóng đá Hàn Quốc cho Gyeongnam FC.

## Sự nghiệp
Kim gia nhập Jeonbuk Hyundai năm 2014 và ra mắt trong trận đấu tại Giải vô địch bóng đá các câu lạc bộ châu Á 2014 trước Yokohama F. Marinos ngày 15 tháng 4. Anh đặt bút kí vào bản hợp đồng cho mượn 2 năm với đội bóng Ligue 1 Olympique Lyonnais vào mùa hè 2014.
Sau khi trở về từ Lyon, anh được cho mượn đến Chungju Hummel. Tại Chungju, anh ghi 13 bàn và ghi nhiều bàn thứ 7 ở K League 2 2016. Năm 2017, anh chuyển đến Bucheon FC 1995.